# Tengerililiomok
A tengerililiomok (Crinoidea)  a tüskésbőrűek törzsének legősibb osztálya. A kambriumtól kezdve fajgazdag, elterjedt csoport, egyes kövületeik húsz méternél is nagyobbak. Mára leszármazási ágaik zöme kihalt, a fennmaradt csoportok főleg mélytengeriek. Hosszú, ötszögletű nyéllel rögzülnek az aljzathoz, ennek csúcsán ül az úgynevezett kehely (calyx), amely öt fő, majd sok apró ágba válik szét. Szájnyílásuk és végbélnyílásuk egyaránt fölfelé irányul, planktont szűrnek.Szinte mind helytülő, szűrögető életmódot folytató állat, de néhány fajuk szabadon úszik a tengerben. Többségük mélytengeri faj, azonban esetenként előfordulnak közepes mélységekben is.
2019-ben jelölték a 2020-as év ősmaradványának, a gyapjas orrszarvú (Coelodonta antiquitatis) és az óriásfogú cápa (C. megalodon) mellett.
Ma élő egyetlen alosztálya:
- Articulata

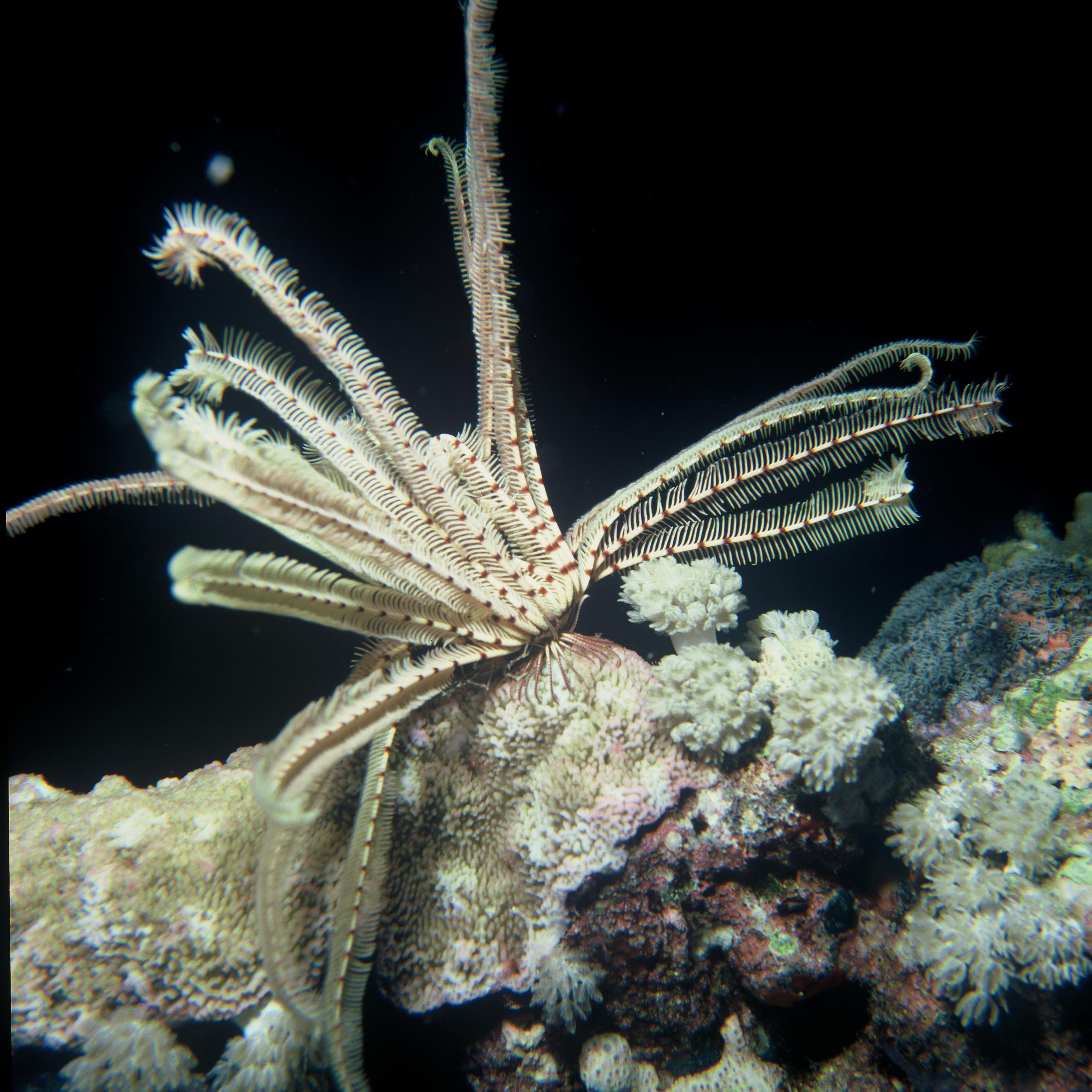
Ma élő tengerililiom
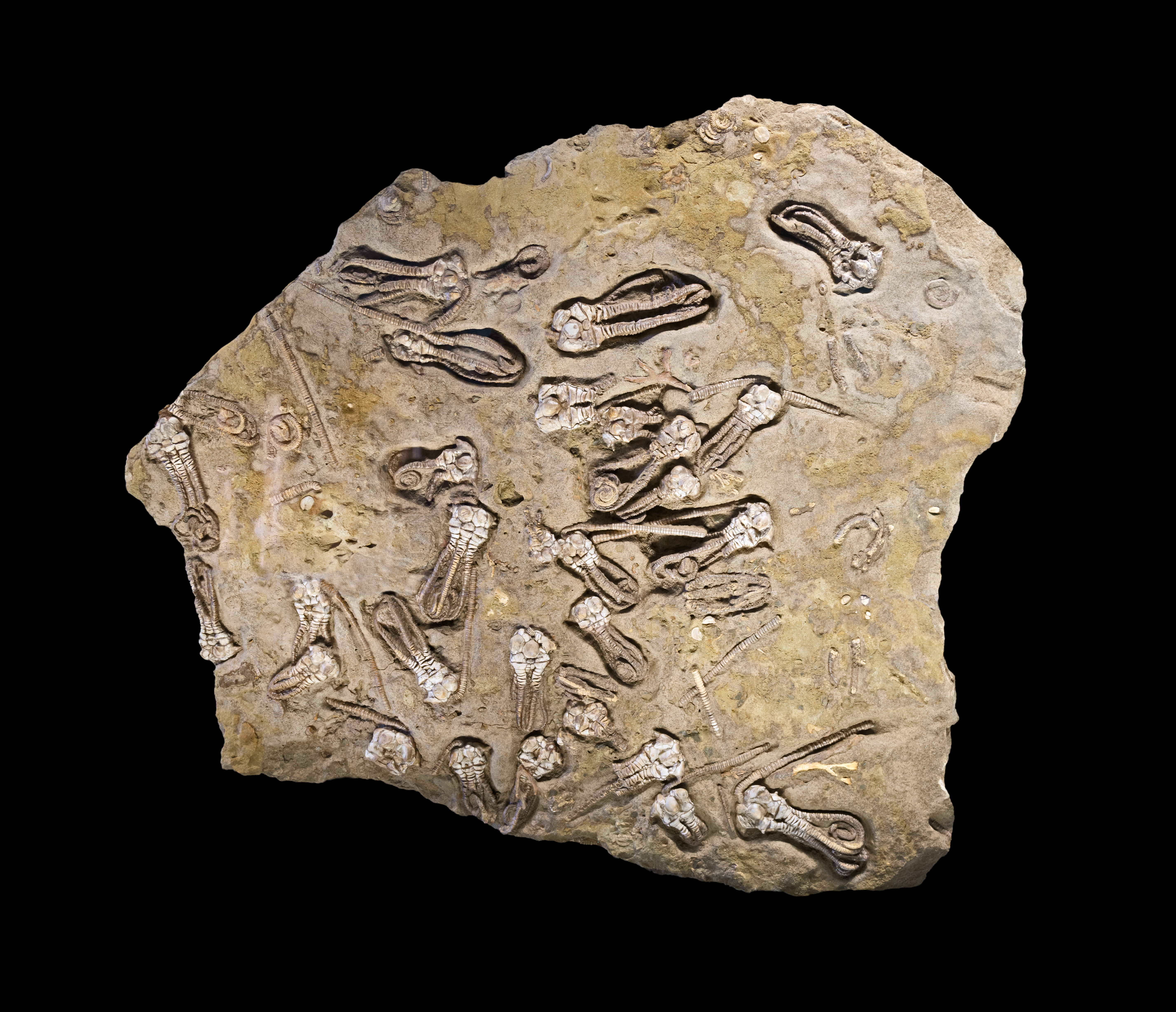
Jimbacrinus bostocki
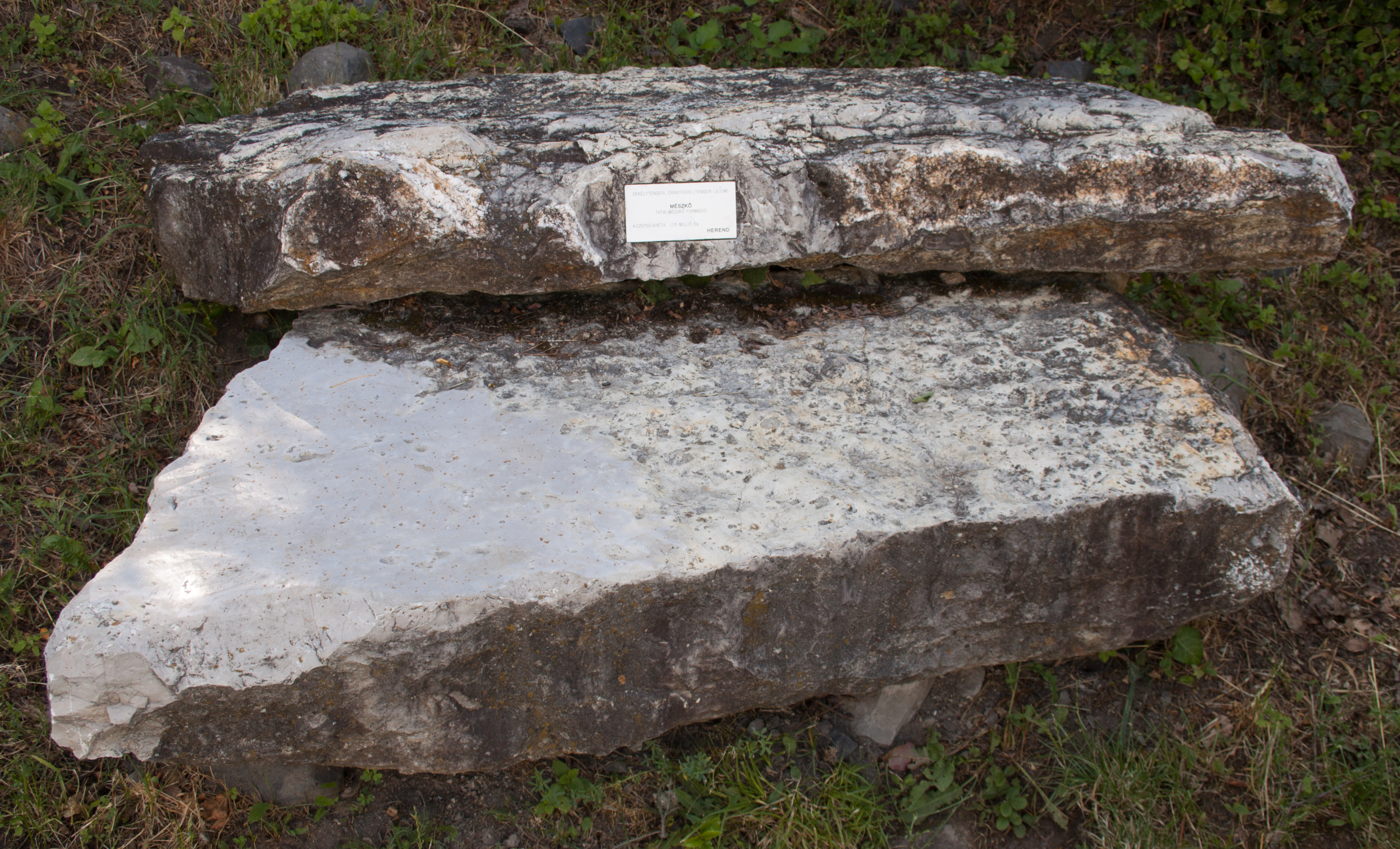
Crinoideák lenyomatait tartalmazó 115 millió éves herendi mészkő